# Cenarruza-Puebla de Bolívar
Cenarruza-Puebla de Bolívar ou simplesmente Cenarruza-Bolívar (em castelhano), ou Ziortza-Bolibar (em basco) é um município da Espanha na província da Biscaia, comunidade autónoma do País Basco. Faz parte da comarca de Lea Artibai e tem 18,5 km² de área. Em 2021 tinha 411 habitantes (densidade: 22,2 hab./km²).